# Bwokwanaetok
 (juillet 2020).
Si vous disposez d'ouvrages ou d'articles de référence ou si vous connaissez des sites web de qualité traitant du thème abordé ici, merci de compléter l'article en donnant les références utiles à sa vérifiabilité et en les liant à la section « Notes et références ».
Bwokwanaetok (en marshallais Bokōnaetok) est un îlot de l'atoll de Wotho, dans les Îles Marshall. Il est situé à l'est de l'atoll et est inhabité.